# Борнейская операция (1945)
Борнейская операция (1945) — стратегическая военная операция вооружённых сил США и Австралии против войск Японии в ходе Второй мировой войны. Являлась второй частью операции «Монтклер», направленной на очищение от японцев Нидерландской Ост-Индии, южных Филиппин и британского Северного Борнео.
Кодовое название операции было — «OBOE». Операция должна была проходить в шесть этапов:
- «OBOE-1»: освобождение Таракана.
- «OBOE-2»: освобождение Баликпапана.
- «OBOE-3»: освобождение Банджермасина.
- «OBOE-4»: высадка в Сурабайе или Батавии (Джакарте).
- «OBOE-5»: освобождение Нидерландской Ост-Индии.
- «OBOE-6»: освобождение Британского Северного Борнео.

В реальности было проведено лишь три этапа:
- «OBOE-1» (1 мая — 21 июня 1945).
- «OBOE-6» (10 июня — 15 августа 1945).
- «OBOE-2» (1—21 июля 1945).

## В кино
- «Прощай, король!» — реж. Джон Милиус (США, 1989).